# Eba Gaminde Egia
Eba Gaminde Egia (Munguía, Vizcaya, 16 de julio de 1968) es profesora e investigadora de la Universidad de Deusto.  Correspondiente de la Real Academia de la Lengua Vasca desde 2021,  es también Bake epailea en Munguía. 

## Biografía
Licenciada en Derecho, en 2015 defendió su tesis doctoral sobre la doctrina social cristiana y el cooperativismo vasco. Gracias a un convenio firmado entre el Instituto de Asuntos Vascos de la Universidad de Deusto y la Organización Vasca de Responsabilidad Pública (IVAP), colaboró con un equipo de traducción de textos jurídicos al euskera. 
Profesora de Derecho comercial en la Universidad de Deusto, trabaja principalmente en el ámbito de las cooperativas.
Miembro correspondiente de la Academia vasca desde noviembre de 2021.   También ejerce de jueza de paz en Mungia desde 2012. 

## Publicaciones

### Los libros
- 2020 Derecho de la Contratación Mercantil, Dykinson, Madrid (2ª edición. Revisada y actualizada. Con ENRIQUE GADEA y ANTONIO REGO).
- 2018 Estudio sistemático del principio cooperativo de la gestión democrática (codirector con MARTA ENCISO), Dykinson, Madrid.
- 2017 Doctrina social cristiana y cooperativismo vasco: una alternativa de cambio ”, Dykinson, Madrid. [7]
- 2016 Derecho de la Contratación Mercantil, Dykinson, Madrid (con ENRIQUE GADEA y ANTONIO REGO)
- 2003. Bizkaiko Batzar Nagusiak eta euskera: 1833-1877. Euskarazko testuen bilduma eta azterketa. Bizkaiko Batzar Nagusiak.
- 1999. Finantza Zuzenbidea. Deustuko Unibertsitatea (ALBERTO ATXABALekin batera)

### Traducciones de libros
- 2013. Zuzenbide erromatarra, Europaren historian zehar: Kultura juridiko baten historia / Peter G. Stein (itzul. elkarlanean)
- 2009. Legislación mercantil (Merkataritzako legeria). Universidad de Deusto (Deustuko Unibertsitatea).[8]
- 2008. Legislación de sociedades mercantiles (Merkataritzako sozietateen legeria). Universidad de Deusto (Deustuko Unibertsitatea).
- 2006. Legislación concursal (Konkurtso legeria). Universidad de Deusto (Deustuko Unibertsitatea).
- 2005. Legislación hipotecaria (Hipoteka legeria). Universidad de Deusto (Deustuko Unibertsitatea).
- 2004. Código Civil (Kode Zibila). Universidad de Deusto (Deustuko Unibertsitatea).
- 2001. Principios de Derecho Político (Zuzenbide politikoaren hastapenak). Universidad de Deusto (Deustuko Unibertsitatea).
- 1998. Derecho Mercantil (Merkataritzako zuzenbidea). Universidad de Deusto (Deustuko Unibertsitatea).
- 1997. Derecho Administrativo III (Administrazio zuzenbidea III). Universidad de Deusto (Deustuko Unibertsitatea).
- 1997. Derecho Administrativo II (Administrazio zuzenbidea II). Universidad de Deusto (Deustuko Unibertsitatea).
- 1996. Derecho Administrativo I (Administrazio zuzenbidea I). Universidad de Deusto (Deustuko Unibertsitatea).